# Poisy
Poisy település Franciaországban, Haute-Savoie megyében. Lakosainak száma 9032 fő (2022. január 1.). Poisy Chavanod, Épagny-Metz-Tessy, Lovagny, Nonglard, Sillingy és Annecy községekkel határos.

## Népesség
A település népességének változása:
| Lakosok száma | 7073 | 7594 | 8200 | 8124 | 8109 | 8233 | 8522 | 8773 | 9032 |
|               | 2013 | 2015 | 2016 | 2017 | 2018 | 2019 | 2020 | 2021 | 2022 |